# Хохлова Олександра Сергіївна
Олександра Сергіївна Хохлова, уродж. Боткіна (нар. 4 жовтня 1897, Берлін — пом. 22 серпня 1985, Москва) — радянська кіноактриса, кінорежисер, сценарист, педагог, заслужена артистка РРФСР.

## Біографія

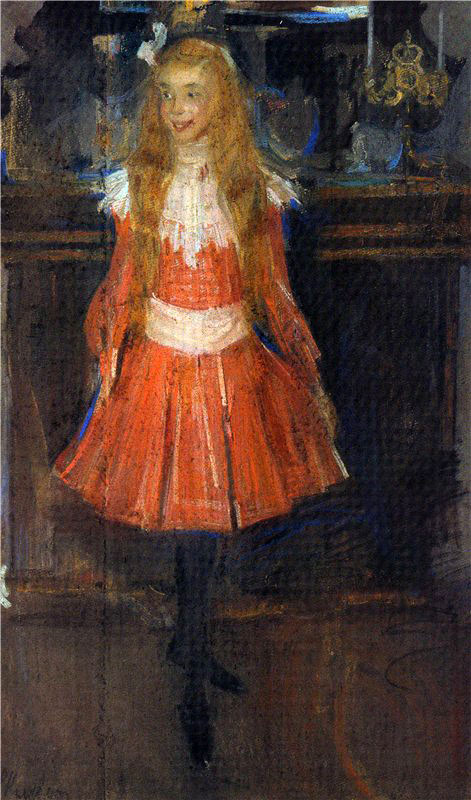
Філіп Малявін. «Лисичка». Портрет А. Хохлової в дитинстві, 1902 р.

Олександра Хохлова народилася 4 жовтня 1897 року в Берліні. Донька Сергія Сергійовича Боткіна, по материнській лінії — внучка Павла Третьякова.
Почала зніматися в 1916 році в епізодичних ролях. Навчалася в Держкіношколі (зшгодом — ВДІК) у кіномайстерні режисера Льва Кулєшова, що став незабаром її чоловіком.
Примітними ролями Олександри Хохлової в кіно є ролі Графині у фільмі «Надзвичайні пригоди містера Веста в країні більшовиків» (1924) і роль Дульси у фільмі «Великий утішник» (1933).
Довгий час Олександра Хохлова викладала у ВДІКу курс режисури (доцент з 1939 року). Автор книг і монографій про кіно: «Принципи кінорежисури Л. Кулешова», «50 років у кіно», «Статті. Матеріали» — дві останніх спільно з Левом Кулєшовим.
Дружина режисера Льва Кулешова. Перший чоловік — актор Московського художнього театру і, в подальшому, відомий театральний режисер Костянтин Хохлов.
Померла 22 серпня 1985 року. Похована в Москві на Новодівичому кладовищі поруч із чоловіком — Левом Кулєшовим і дідом Павлом Третьяковим, засновником Третьяковської галереї.

## Визнання і нагороди
- Заслужена артистка РРФСР (1935)

## Фільмографія

### Акторські роботи
- 1917 — Набат
- 1918 — Іола — епізод
- 1919 — Залізна п'ята — епізод
- 1920 — На червоному фронті — мешканка прифронтової смуги
- 1924 — Незвичайні пригоди містера Веста в країні більшовиків — «графиня фон Сакс»
- 1925 — Промінь смерті — жінка-стрілець, сестра Едіт
- 1926 — За законом — Едіт Нільсен
- 1927 — Ваша знайома (короткометражка) — журналістка Хохлова
- 1933 — Великий утішитель — Дульси
- 1935 — Загибель сенсації — дівчина з ляльками
- 1940 — Сибіряки — Пелагея, мати Сергія
- 1956 — Берези в степу
- 1966 — Поганий анекдот — епізодична роль

### Режисерські роботи
- 1929 — Справа з застібками
- 1930 — Саша
- 1931 — Іграшки (документальний)
- 1941 — Випадок у вулкані
- 1942 — Клятва Тимура
- 1943 — Ми з Уралу (спільно з Левом Кулешовим)

### Сценарні роботи
- 1929 — Справа із застібками
- 1930 — Саша